# Itzhak Taubes
Itzhak Taubes (al doilea)  sau Isaac Aizic Taubes sau Toibes (n. 18 iulie 1837, Śniatyn, Regatul Galiției și Lodomeriei, Imperiul Austriac – d. 28 septembrie 1920, București, România)  (în ebraică: יצחק איזיק טאובס  sau  יצחק איזיק טויבש)  a fost un rabin și traducător evreu român, care a tradus poezii din română în ebraică. Provenind din respectata familie de rabini Taubes, care a dat mulți rabini în România și Galiția, acesta a fost conducător spiritual în comunitatea evreiască din Bârlad timp de 30 de ani, iar din anul 1894 până la moartea sa a fost rabin în București. 

## Biografie
Taubes s-a născut în 1884 la Sniatîn în Galiția de est, pe atunci Regatul Galiției și Lodomeriei, în Imperiul Austriac, azi în regiunea Ivanovo-Frankivsk din Ucraina. Tatăl său era rabinul Yehiel Michel Taubes din Vaslui, iar bunicul și mentorul său    a fost rabinul Aharon Moshe Taubes din Iași, care, la adolescență, i-a conferit autorizația de rabin. Familia Taubes se mândrea cu arborele ei genealogic care o înrudea cu vestitul rabin exeget Rashi. Mama sa era Rivka, născută Rosenfeld. După căsătorie și o perioadă în care a slujit ca rabin la Vaslui, la vârsta de 25 ani, Taubes a fost ales rabin al evreilor din Bârlad  și din județul Tutova, în anul 1862 numirea sa fiind aprobată prin decret al domnitorului Alexandru Ioan Cuza.
S-a bucurat de apreciere și în publicul românesc, și presa vremii i-a publicat interviuri in care a replicat la propaganda antisemită.
În anul 1872 Taubes a participat la un congres evreiesc la Bruxelles, la invitația lui Adolphe Crémieux. A fost activ în România în cadrul Alianței Israelite Universale și al Societății istorice „Iuliu Baraș”.
În 1895 Taubes s-a mutat la București, devenind în 1910 rabinul templului renovat Unirea Sfântă. Taubes era un deschis spre cultura lumii și orientat spre integrarea comunităților evreiești în societatea locală. În sinagogă a tinut predicile in limba română. În afară de română, stăpânea mai multe limbi:ebraica, idiș, germana și franceza. Adversarii săi evrei din sectorul religios ultraortodox l-au calomniat, acuzându-l că și-ar fi repudiat credința.
Talmudist erudit, Taubes avea prestigiu și în rândurile multor rabini europeni care obișnuiau să se sfătuiască cu el. El a depus eforturi pentru deschiderea de școli evreiești publice laice la Bârlad, Huși, Brăila etc. în care copiii evrei să poată deprinde materii generale și limba română. A combătut aplicarea înjositoare de către autorități a asa numitului Jurământ judaic. Când guvernul român a decis excluderea elevilor evrei din școlile elementare publice a publicat o broșură de protest pe care a trimis-o membrilor parlamentului, ziarelor și unor personalități din viața academică. Broșura în versiunea ebraică s-a intitulat „Despre persecuțiile din anii 1867-1868 împotriva evreilor în zilele guvernului Ion Brătianu” sau „Evreii din România și ministrul Brătianu”.
Rabinului Taubes i se datorează o traducere în ebraică a poeziei lui Vasile Alecsandri, Cântecul gintei latine din 1878 (care a fost pusă pe muzică de Ciprian Porumbescu).
Rabinul Isaac Taubes a murit la București în 1920. A lăsat doi fii, Iacob și Samuel. După plecarea sa la București, locul său ca rabin la Bârlad a fost luat de fiul său, Dr.Samuel Taubes.